# Mario Stroeykens
Mario Sven Margriet Stroeykens (ur. 29 września 2004 w Zellik) – belgijski piłkarz kongijskiego pochodzenia grający na pozycji pomocnika w klubie RSC Anderlecht.

## Kariera juniorska
Stroeykens grał jako junior w Toekomst Relegem (2010–2012) i RSC Anderlecht (2012–2021).

## Kariera seniorska

### RSC Anderlecht
Stroeykens zadebiutował w pierwszej drużynie RSC Anderlecht 15 stycznia 2021 w meczu z KAS Eupen (0:2). Pierwsze dwie bramki zdobył 9 października 2022 w wygranym 3:1 spotkaniu przeciwko KV Mechelen. W sezonach 2021/2022 i 2023/2024 zajął z nimi 3. miejsce w lidze. W sezonach 2021/2022 i 2024/2025 dotarł z nimi do finału Pucharu Belgii, w obu przypadkach RSC Anderlecht poniósł porażkę. Swoją pierwszą bramkę w europejskich pucharach zdobył 7 listopada 2024 w zremisowanym 1:1 spotkaniu Ligi Europy przeciwko FK RFS. W edycji 2024/2025 tychże rozgrywek dotarł wraz ze swoją drużyną do 1/16 finału, w której to ulegli tureckiemu Fenerbahçe SK.

### RSCA Futures
Stroeykens zaliczył jeden występ w RSCA Futures (młodzieżowej drużynie RSC Anderlecht grającej w Eerste klasse B). Było to starcie rozegrane 7 października 2022 przeciwko RE Virton (3:1).

## Kariera reprezentacyjna

### Młodzieżowe reprezentacje Belgii
W 2019 Stroeykens zaliczył po jednym występie w reprezentacjach Belgii U-15 i U-16. W latach 2021–2023 rozegrał 13 meczów w kadrze Belgii U-19. Swoją pierwszą bramkę dla tej reprezentacji zdobył 9 października 2021 w wygranym 1:0 spotkaniu przeciwko Francji. Później strzelił jeszcze dla niej 4 gole, wszystkie w meczach eliminacyjnych do Mistrzostw Europy 2023. W 2022 dwukrotnie zagrał w reprezentacji Belgii U-20. W swoim drugim meczu (22 listopada 2022, 2:1 z Norwegią) strzelił gola. 11 września 2023 w meczu z Kazachstanem (1:0) zadebiutował w kadrze Belgii U-21.

## Statystyki

### Klubowe
(aktualne na dzień 16 lipca 2025)
| Klub               | Sezon              | Liga               | Liga  | Liga   | Puchar kraju | Puchar kraju | Europa | Europa | Suma  | Suma   |
| Klub               | Sezon              | Liga               | Mecze | Bramki | Mecze        | Bramki       | Mecze  | Bramki | Mecze | Bramki |
| ------------------ | ------------------ | ------------------ | ----- | ------ | ------------ | ------------ | ------ | ------ | ----- | ------ |
| RSC Anderlecht     | 2020/21            | Eerste klasse      | 3     | 0      | 1            | 0            | –      | –      | 4     | 0      |
| RSC Anderlecht     | 2021/22            | Eerste klasse      | 7     | 0      | 0            | 0            | 1      | 0      | 7     | 0      |
| RSC Anderlecht     | 2022/23            | Eerste klasse      | 26    | 4      | 2            | 1            | 13     | 0      | 41    | 5      |
| RSC Anderlecht     | 2023/24            | Eerste klasse      | 38    | 5      | 2            | 1            | –      | –      | 40    | 6      |
| RSC Anderlecht     | 2024/25            | Eerste klasse      | 27    | 4      | 3            | 0            | 9      | 1      | 39    | 4      |
| RSC Anderlecht     | 2025/26            | Eerste klasse      | 0     | 0      | 0            | 0            | 0      | 0      | 0     | 0      |
| RSC Anderlecht     | Ogólnie            | Ogólnie            | 101   | 13     | 8            | 2            | 23     | 1      | 132   | 16     |
| RSCA Futures       | 2022/23            | Eerste klasse B    | 1     | 0      | 0            | 0            | –      | –      | 1     | 0      |
| RSCA Futures       | Ogólnie            | Ogólnie            | 1     | 0      | 0            | 0            | 0      | 0      | 1     | 0      |
| Ogólnie w karierze | Ogólnie w karierze | Ogólnie w karierze | 102   | 13     | 8            | 2            | 23     | 1      | 133   | 16     |

### Reprezentacyjne
(aktualne na dzień 16 lipca 2025)
| Reprezentacja      | Rok                | Mecze | Bramki |
| ------------------ | ------------------ | ----- | ------ |
| Belgia U-15        | 2019               | 1     | 0      |
| Ogólnie            | Ogólnie            | 1     | 0      |
| Belgia U-16        | 2019               | 1     | 0      |
| Ogólnie            | Ogólnie            | 1     | 0      |
| Belgia U-19        | 2021               | 6     | 2      |
| Belgia U-19        | 2022               | 5     | 2      |
| Belgia U-19        | 2023               | 2     | 0      |
| Ogólnie            | Ogólnie            | 13    | 4      |
| Belgia U-20        | 2022               | 2     | 1      |
| Ogólnie            | Ogólnie            | 2     | 1      |
| Belgia U-21        | 2023               | 5     | 0      |
| Belgia U-21        | 2024               | 7     | 0      |
| Ogólnie            | Ogólnie            | 12    | 0      |
| Ogólnie w karierze | Ogólnie w karierze | 29    | 5      |

## Życie prywatne
Urodził się w Belgii. Jego ojciec jest Belgiem, a matka Kongijką.